# China Swede
China Swede foi um termo pejorativo usado para se referir aos imigrantes finlandeses nos Estados Unidos durante o início do século XX, particularmente nos estados do Minnesota e Michigan.